# .vu
A .vu Vanuatu internetes legfelső szintű tartomány kódja, melyet 1995-ben hoztak létre. Karbantartásáért a Telecom Vanuatu Limited a felelős.